# Funkce beth
Funkce Beth pojmenovaná po druhém písmenu hebrejské abecedy zapisovaná rovněž jako {\displaystyle \beth } je jedním ze způsobů zápisu určitých nekonečných kardinálních čísel v teorii množin.

## Definice
Funkce Beth přiřazuje každému ordinálnímu číslu {\displaystyle \alpha } následujícím rekurzivním způsobem kardinální číslo {\displaystyle \beth _{\alpha }}:
- {\displaystyle \beth _{0}=\aleph _{0}}, kde {\displaystyle \aleph _{0}} je nejmenší nekonečný kardinál, viz Funkce alef.
- {\displaystyle \beth _{\alpha +1}=2^{\beth _{\alpha }}} pro izolovaný ordinál {\displaystyle \alpha +1} (tj. mohutnost potenční množiny {\displaystyle \beth _{\alpha }}).
- {\displaystyle \beth _{\lambda }=\sup _{\alpha <\lambda }\beth _{\alpha }} pro limitní ordinál {\displaystyle \lambda }.

## Vztah k hypotézám kontinua
- Hypotéza kontinua je ekvivalentní s {\displaystyle \aleph _{1}=\beth _{1}}, tedy {\displaystyle \beth _{1}} je mohutností potenční množiny spočetné množiny a tudíž rovna mohutnosti kontinua {\displaystyle \mathbb {R} }.
- Zobecněná hypotéza kontinua je ekvivalentní s {\displaystyle \aleph =\beth }, tedy {\displaystyle \aleph _{\alpha }=\beth _{\alpha }} pro všechna ordinální čísla {\displaystyle \alpha }.

## Vztah k limitním a nedosažitelným kardinálům
Limitní kardinál {\displaystyle \kappa } se nazývá silně limitním, jestliže {\displaystyle \mu ^{\lambda }<\kappa } pro všechny kardinály {\displaystyle \lambda ,\mu <\kappa }.
- Kardinál {\displaystyle \kappa } je silně limitní, právě když {\displaystyle \kappa =\beth _{\xi }} pro limitní ordinál {\displaystyle \xi }.[2]

Platí {\displaystyle \alpha \leq \aleph _{\alpha }\leq \beth _{\alpha }} pro všechna ordinální čísla {\displaystyle \alpha }. Lze ukázat, že funkce {\displaystyle \beth } má pevné body, tj. takové ordinály {\displaystyle \alpha }, pro než {\displaystyle \alpha =\beth _{\alpha }}.
- Nejmenším pevným bodem je přitom limita posloupnosti {\displaystyle \beth _{0},\beth _{\beth _{0}},\beth _{\beth _{\beth _{0}}},\ldots }, tedy neformálně {\displaystyle \beth _{\beth _{{}_{\ddots }}}}.
- Zrovna tak jsou (silně) nedosažitelné kardinály pevnými body funkce {\displaystyle \beth }.